# Feilo Sylvania
Feilo Sylvania ist ein Unternehmen für Beleuchtungskonzepte. Das Unternehmen hat Standorte in Europa, Asien, Nordafrika, Zentral- und Südamerika. Es ist einer der wenigen Hersteller in der Beleuchtungsbranche, der sowohl Lampen als auch Leuchten produziert. Seit 2016 gehört das Unternehmen zur Shanghai Feilo Acoustics Co., Ltd.

## Geschichte

### Entwicklung des Unternehmens 1900–1993
Die Wurzeln von Sylvania lassen sich bis in die frühen 1900er Jahre zurückverfolgen. Die Vorgängerunternehmen (Merritt Manufacturing Company in Middleton, Massachusetts und Bay State Lamp Co in Danvers, Massachusetts) waren zunächst darauf spezialisiert, ausgebrannte Glühfäden in 
Lampen zu erneuern. Später wurden unter den Firmenbezeichnungen Hygrade Incandescent Lamp Company, Novelty Incandescent Lamp Company, Inc. und Nilco Lamp Works auch neue Lampen produziert. 1924 wurde von der Nilco schließlich die Sylvania Products Company in Emporium, Pennsylvania gegründet. Diese entwickelte Radioröhren und stellte sie her.
1931 fusionierte die Sylvania Products Company mit der Hygrade Incandescent Lamp Company zur Hygrade Sylvania Corporation. Nur wenige Monate nach dem Angriff auf Pearl Harbor stellte das Unternehmen fast komplett auf Kriegsproduktion um und nannte sich nun Sylvania Electric Products, Inc. Zu dieser Zeit gelang Sylvania die Produktion eines voll funktionsfähigen Abstandszünders. In Folge seines rasanten Wachstums weitete das Unternehmen sein Portfolio auf viele Bereiche aus und fertigte neben Lampen und Radioröhren nun auch Leuchten, Radarsichtgeräte und Unterhaltungselektronik wie Fernseher und Radios.
1959 fusionierte Sylvania Electric Products Fusion mit General Telephone und wurde Hersteller von Elektronik, Beleuchtung, TV, Radio und Chemie und Metallurgie. Der neue Konzern nannte sich General Telephone & Electric Corporation. Sylvania wurde als separate Geschäftseinheit weiterbetrieben und produzierte Kameras, Fotoblitzlampen, allgemeine Beleuchtung, Fernsehgeräte und Anti-Raketenabwehrsysteme. 1981 verkaufte GTE seine Unterhaltungselektronikfirma an Philips Nord Amerika.

### Aufteilung des Konzerns 1993
In den frühen 1990er Jahren war klar, dass GTE erhebliche Investitionen in den aufstrebenden Mobilfunkbereich tätigen muss, um weiter konkurrenzfähig zu bleiben. Daher wurde entschieden, Sylvania zu verkaufen, um diese neuen Investitionen zu finanzieren. Zu dieser Zeit hielten Sylvania, GE, Philips und Osram je rund ein Viertel des Weltmarktes. Internationale Monopolregelungen verboten die Übernahme des gesamten Sylvania-Konzerns durch einen dieser drei Konkurrenten. Daher wurde ein Abkommen getroffen, nach dem das Unternehmen aufgespalten wurde. Osram erhielt in Nordamerika, Mexiko und Puerto Rico die Marken- und Vertriebsrechte an Sylvania. Der Rest des Unternehmens in Europa, Asien und Lateinamerika sowie die damit verbundenen Markenrechte waren Gegenstand eines Management-Buy-outs. Dieser führte zur Gründung von SLI Holdings International LLC (Sylvania Lighting International).

### Havells Sylvania 2007
Im April 2007 wurde SLI von Havells India Ltd. erworben und firmiert nun unter dem Namen Havells Sylvania. Die Havells India Ltd. Unternehmensgruppe ist einer der größten und schnellstwachsenden Hersteller für elektrische Komponenten und Systeme Indiens. Mit 94 Niederlassungen und Vertriebsbüros sowie 8.000 Mitarbeitern in über 50 Ländern erzielt die Gruppe einen Umsatz von 1,25 Milliarden US-Dollar.

### Feilo Sylvania 2016
Anfang 2016 wurde das Unternehmen von der chinesische Shanghai Feilo Acoustics Co., Ltd. übernommen und umfirmiert zu Feilo Sylvania. Shanghai Feilo Acoustics hält 80 % der Anteile an Feilo Sylvania.

## Standorte

### Hauptsitz
- Noida, Indien – Havells Global Headquarters
- London, UK – Sylvania Headquarters

### Produktionsstandorte
- Tienen, Belgien – Halogen, Entladungslampen, LED- und Speziallampen
- Erlangen, Deutschland – Leuchtstoffröhren, LED-Feuchtraumleuchten
- Neemrana, Indien – Kompaktleuchtstofflampen
- Newhaven, UK – Leuchten für den professionellen Anwendungsbereich
- Saint-Étienne, Frankreich – Leuchten für den industriellen Anwendungsbereich

### Logistikstandorte
- Paris, Frankreich
- Atlanta Ga, USA